# Коваль Олекса Григорович
Ков́аль Ол́екса (Олекс́ій) Гриѓорович (*28 березня 1912, с. Козацьке Звенигородського району на Черкащині — †24 серпня 1944, с. Мердені Васлуйського району, Румунія) — український механік, автослюсар, ініціатор-засновник автомобільної школи у Шполі на Черкащині (однієї з перших в Україні).

## Життєпис
1934 році закінчив Таращанський технікум механізації на Київщині. У 1937 році приводить із Таращі у Шполу перший автомобіль «ГАЗ-ММ» і трактор «Універсал У-2 ВТЗ», на основі яких започатковує першу шполянську автошколу, а згодом — машино-тракторну станцію — МТС, де через багато років буде розташовано міський автопарк.
Виховує технічно грамотну молодь. У 1938—1941 роках в школі діяло два навчальні класи — автосправа й тракторна справа.
Був одружений із сестрою представника Центральної ради у Шполі, ініціатора створення першого спомника Тараса Шевченка в Шполі Шорубалка Івана Івановича — Оксаною. Із початком II світової війни мобілізований до Червоної армії. У складі рухомої техдопомоги лагодив фронтову автотехніку. Дійшов до Румунії.

### Загибель
26 серпня 1944 року в складі мобільної техдопомоги, у селі Мердені, Васлуйського району (Румунія), потрапляє під обстріл із засідки на кукурудзяному полі та гине. Похований у с. Мердені. У шполянській автошколі нині є меморіальний куточок Олекси Коваля.

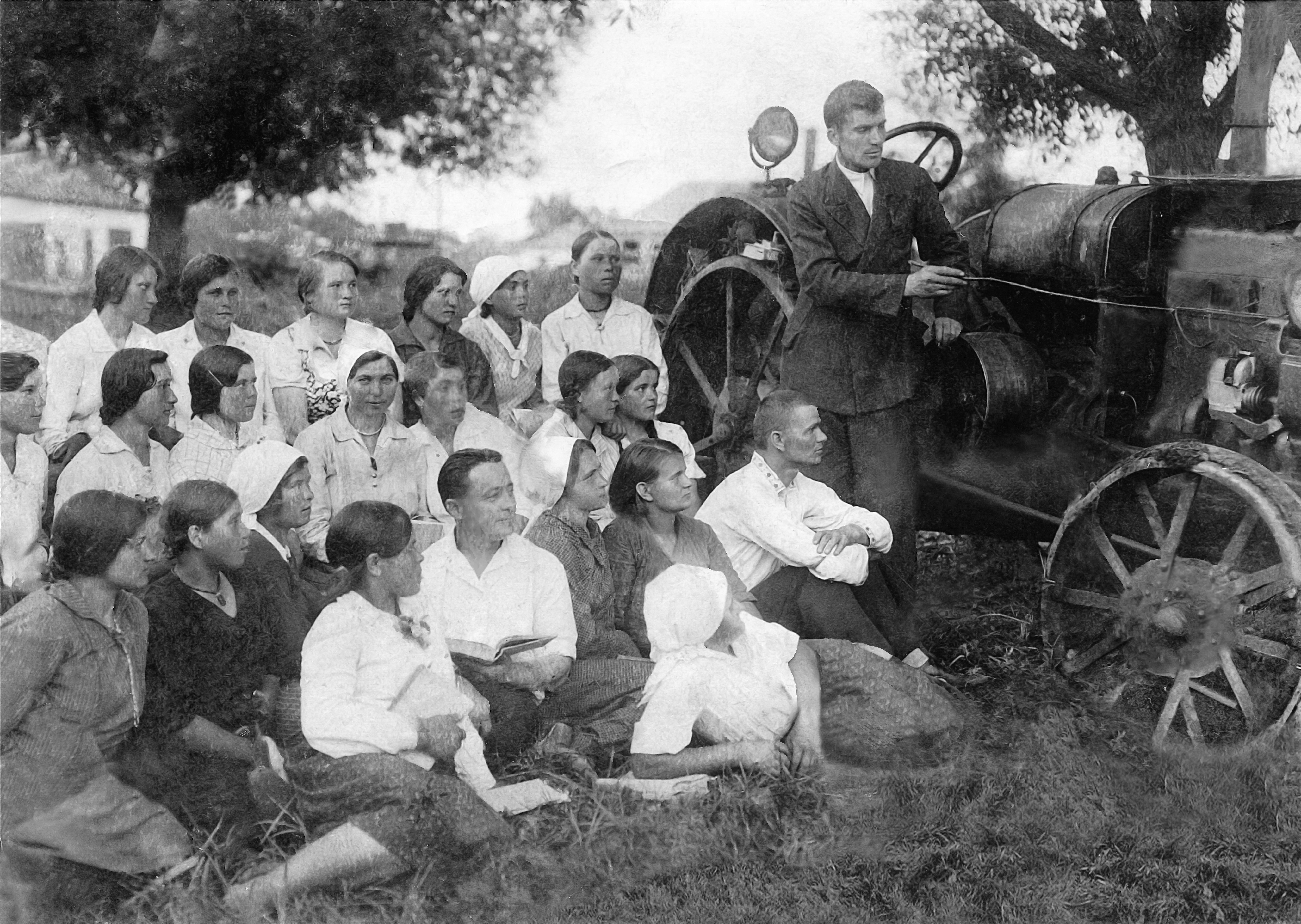
Перший набір до шполянської автошколи (керівник Олекса Коваль. 1938 рік).